# Arthroleptis affinis
Espèce
Synonymes
- Arthroleptis schoenebecki Ahl, 1939 "1938"
- Arthroleptis adolfifriederici leleupi Skelton-Bourgeois, 1961

Statut de conservation UICN

 LC  : Préoccupation mineure
Arthroleptis affinis est une espèce d'amphibiens de la famille des Arthroleptidae.

## Répartition
Cette espèce se rencontre de 850 à 2 050 m d'altitude au Kenya dans les monts Taita et en Tanzanie dans les monts Mahenge, Udzungwa, Rubeho, Malundwe, Uluguru, Nguru, Nguu, Usambara et Pare,.

## Publication originale
- Ahl, 1939 "1938" : Beschreibung neuer afrikanischer Frösche der Gattung Arthroleptis. Sitzungsberichte der Gesellschaft Naturforschender Freunde zu Berlin, vol. 1938, p. 303-310.